# Georg Andreas Wolfgang d. Ä.

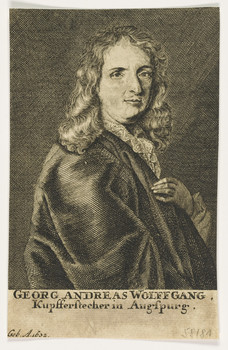
Bildnis des Georg Andreas Wolffgang

Georg Andreas Wolfgang (* 1631 in Chemnitz; † 1716 in Augsburg) war ein deutscher Kupferstecher.

## Leben
Georg Andreas Wolfgang war der Sohn des Malers Andreas Wolfgang in Chemnitz. Er kam nach Augsburg zu einem Goldschmied in die Lehre. Da er an der Arbeit als Goldschmied keinen Gefallen fand, nahm ihn schließlich der Kupferstecher Matthäus Küsel in die Lehre. Er war dann der erste Künstler in Augsburg, der die Mezzotintotechnik anwandte. Zu seinen Werken zählen hauptsächlich Porträts und biblische Darstellungen. Seine Söhne Andreas Matthäus und Johann Georg wurden ebenfalls Kupferstecher.